# Władysław Pieterwas
Władysław Pieterwas (ur. 1 listopada 1927 w Wojsławicach, zm. 6 stycznia 2016) – funkcjonariusz wywiadu cywilnego PRL, pułkownik SB.

## Życiorys
Syn Wincentego i Zofii. Wstąpił do służby bezpieczeństwa, w której pełnił następujące funkcje, m.in. słuchacza X kursu Szkoły Specjalnej przy WUBP w Krakowie (1947), funkcjonariusza Wydziału „A” WUBP w Krakowie (1947-1949), słuchacza Rocznej Szkoły Oficerskiej w Centrum Wyszkolenia MBP w Legionowie (1949–1950), funkcjonariusza Departamentu VII MBP (1950–1952), funkcjonariusza rezydentury w Belgradzie (1952–1954), ponownie funkcjonariusza Departamentu VII MBP (1954-1955), słuchacza sześciomiesięcznego kursu operacyjnego w Szkole Departamentu I KdsBP (1955–1956), funkcjonariusza Departamentu I MSW (1956-1958), oficera operacyjnego rezydentury w Berlinie pod „przykryciem” referendarza Wydziału Konsularnego Ambasady PRL w Berlinie (1958–1962), funkcjonariusza Departamentu I MSW (1962–1967), pracownika rezydentury w Hadze pod „przykryciem” delegata Polskiej Żeglugi Śródlądowej w Holandii (1967–1969), pracownika rezydentury w Kolonii pod „przykryciem” delegata Polskiej Żeglugi Śródlądowej w Niemczech (1969–1970), gdzie został zdemaskowany, funkcjonariusza Departamentu I MSW (1970–1971), kierownika kurierów Zespołu „N” (nielegałów) w Departamencie I MSW (1971–1974), kierownika Punktu Operacyjnego w Pradze pod „przykryciem” I sekretarza Ambasady PRL w Pradze (1974–1979), komendanta Ośrodka Kształcenia Kadr Wywiadowczych MSW w Starych Kiejkutach (1979–1983).
Został pochowany na Cmentarzu Bródnowskim.